# Echimys chrysurus
Echimys chrysurus là một loài động vật có vú trong họ Echimyidae, bộ Gặm nhấm. Loài này được Zimmermann mô tả năm 1780.